# جوشوا كاشمان
جوشوا كاشمان هو سياسي أمريكي، ولد في 11 أبريل 1761 في هالفيكس في الولايات المتحدة، وتوفي في 27 يناير 1834 في أوغوستا في الولايات المتحدة. نشط حزبياً في الحزب الجمهوري الديمقراطي. وقد انتخب عضو مجلس نواب ماساتشوستس ‏ وانتخب عضو مجلس النواب الأمريكي ‏.